# 고딕 건축

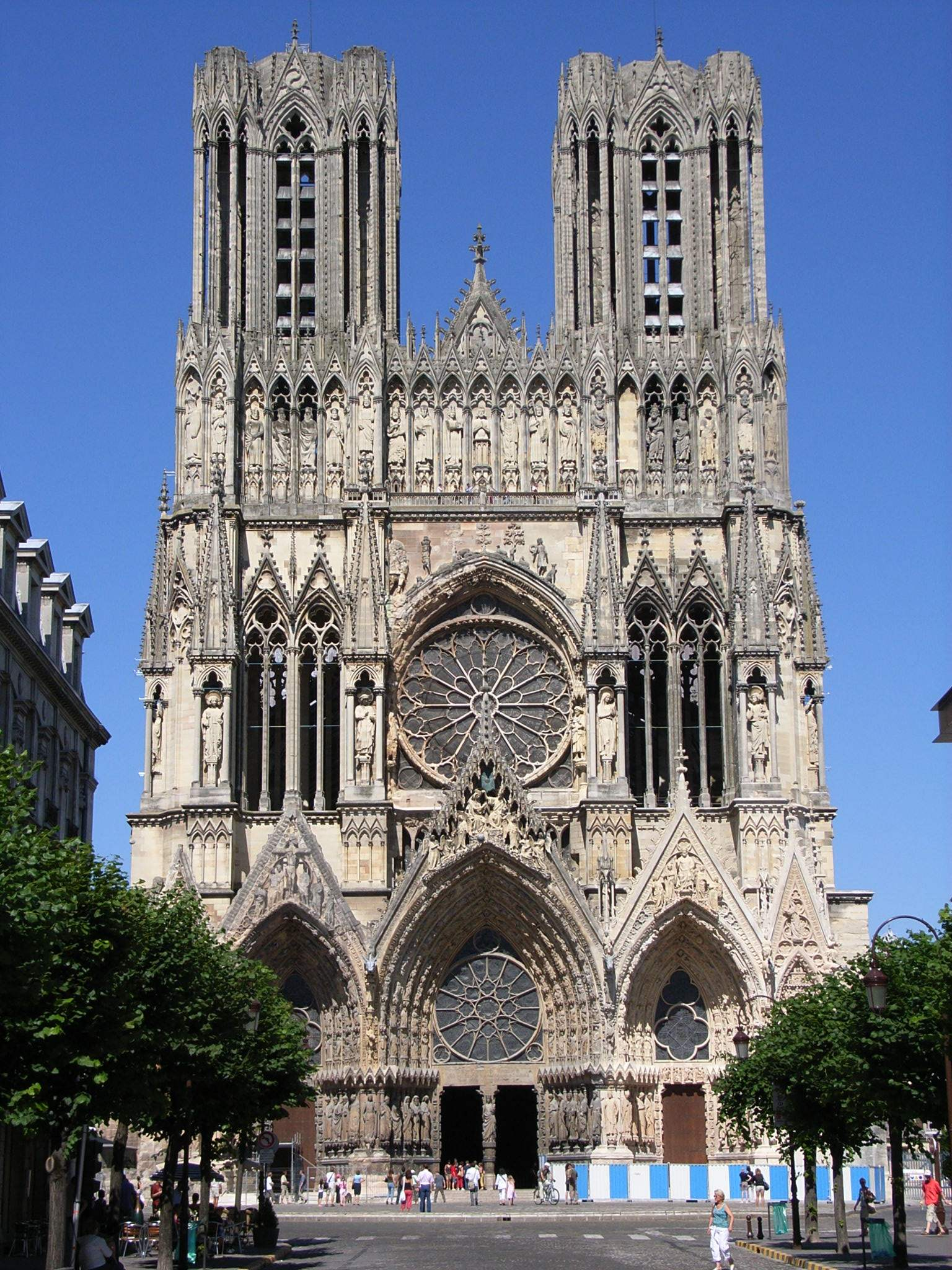
프랑스의 랭스 대성당의 서측 외관.

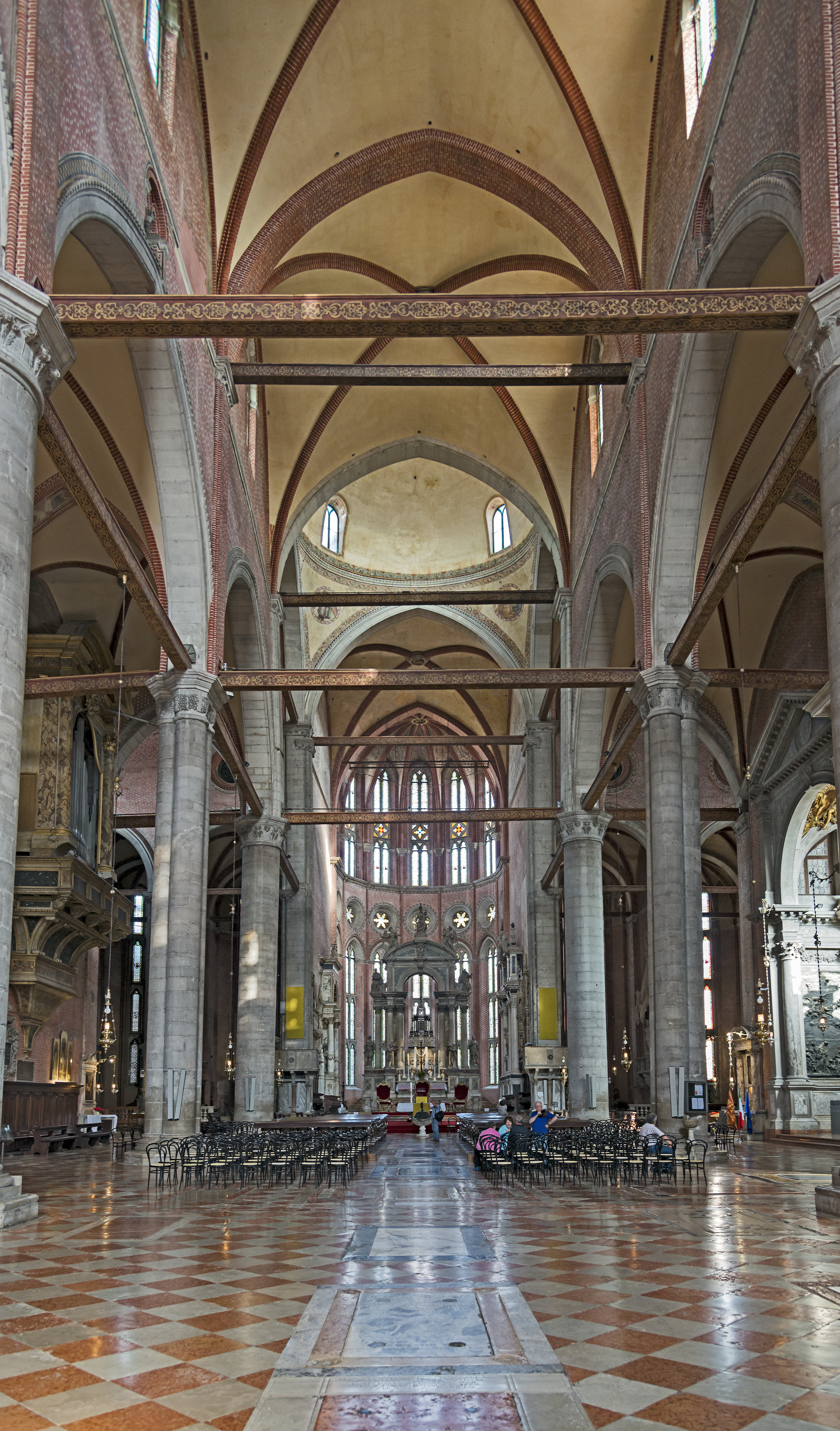
베니스 산 차니폴로의 내부.

고딕 건축 양식(Gothic architecture)은 중세 시대 말 유럽에서 번성한 중세 건축 양식의 하나이다. 로마네스크 건축 이후와 르네상스 건축 이전에 있었다.
12세기에 처음으로 프랑스에서, 그리고 16세기로 접어들면서, 고딕 건축은 양식에 있어서 모욕이라고 여겨지는 르네상스의 후반부 동안 고딕이라는 낱말이 처음 등장하면서, "프랑스 양식" 작품으로 그 기간 동안 알려져 있었다. 이의 특징은 첨두 아치, 리브 볼트, 그리고 플라잉 버트레스를 포함하고 있다.
고딕 건축은 유럽의 지역 교회들과 대수도원, 그리고 수많은 대성당의 건축에서 쉽게 찾을 수 있다. 많은 성, 궁전, 마을 회관, 협회, 종합대학, 그리고 주택까지 이러한 건축 양식이 쓰인다.
큰 교회와 성당, 그리고 고딕 양식이 가장 강력하게 표현된 수많은 시민 건물들에서 찾을 수 있는데, 감정에 호소한다는 특징을 가지고 있다. 수많은 교회 건물들은 이때부터 남아 있는데, 그 가운데 가장 작은 것도 자주 건축학적으로 구별되는 구조물들이다. 반면, 많은 큰 교회들은 값을 매길 수 없을 정도의 작품으로 여겨지며 세계 유산 지역으로 유네스코에 등재되어 있다. 이러한 까닭에 고딕 건축의 연구는 크게 보면 성당과 교회의 연구이다.
고딕 건축의 유물인 하늘로 솟구친 첨탑과 ‘스테인드 글라스’, 성서를 옮겨 놓은 듯한 조각들, 성경 필사본, 섬세한 표현의 공예품 등은 모두 중세인들의 신에 가까워지려는 노력을 나타낸 것 이라고 해석한다.
고딕 복고양식이 영국에서 18세기 말에 시작되어 19세기를 걸쳐 유럽에 퍼져 20세기에 교회와 종합대학 구조물로까지 이어졌다.

## "고딕"이라는 단어
건축에서 "고딕(gothic)"이라는 단어는 역사적으로 고트족과 아무 관련이 없다. 이 단어가 1530년대에 조르조 바사리(Giorgio Vasari)에 의해 사용되기 시작할 때에는 조야하고 야만적이라고 생각되는 문화를 묘사하기 위한 경멸적인 단어였다. 바사리가 글을 쓸 당시, 르네상스 건축 안에서 부활되고 학문과 세련의 새로운 황금기의 제한된 증거로 보인 고전적 건축 어휘에 의한 건물의 시기를 이탈리아는 경험하였다.
르네상스는 인쇄술의 출현에 앞서 문화 체계를 전복시키면서 전 유럽에 전파되었다. 르네상스는 거의 전체적으로 교회에 초점을 맞추었고 되돌아보면 무시와 미신의 시기로 지각되었다. 그래서 역시 16세기의 인물인 프랑수아 라블레(François Rabelais)는 그의 유토피아적인 텔렘 수도원의 정문 위에, "고트족(Gotz)"과 "동고트족(Ostrogotz)"에 대한 경멸적인 언급으로 "여기는 위선자와 고집쟁이는 들어갈수 없다."라는 명문을 생각해 내었다.
17세기 영어에서는 "고트(Goth)"는 게르만계 혈통의 잔인한 약탈자인 "반달족과 같은 의미로 사용되었다. 그래서 이 단어는 건축 고전 양식의 복고 이전의 북유럽의 건축 양식에 사용되었다.

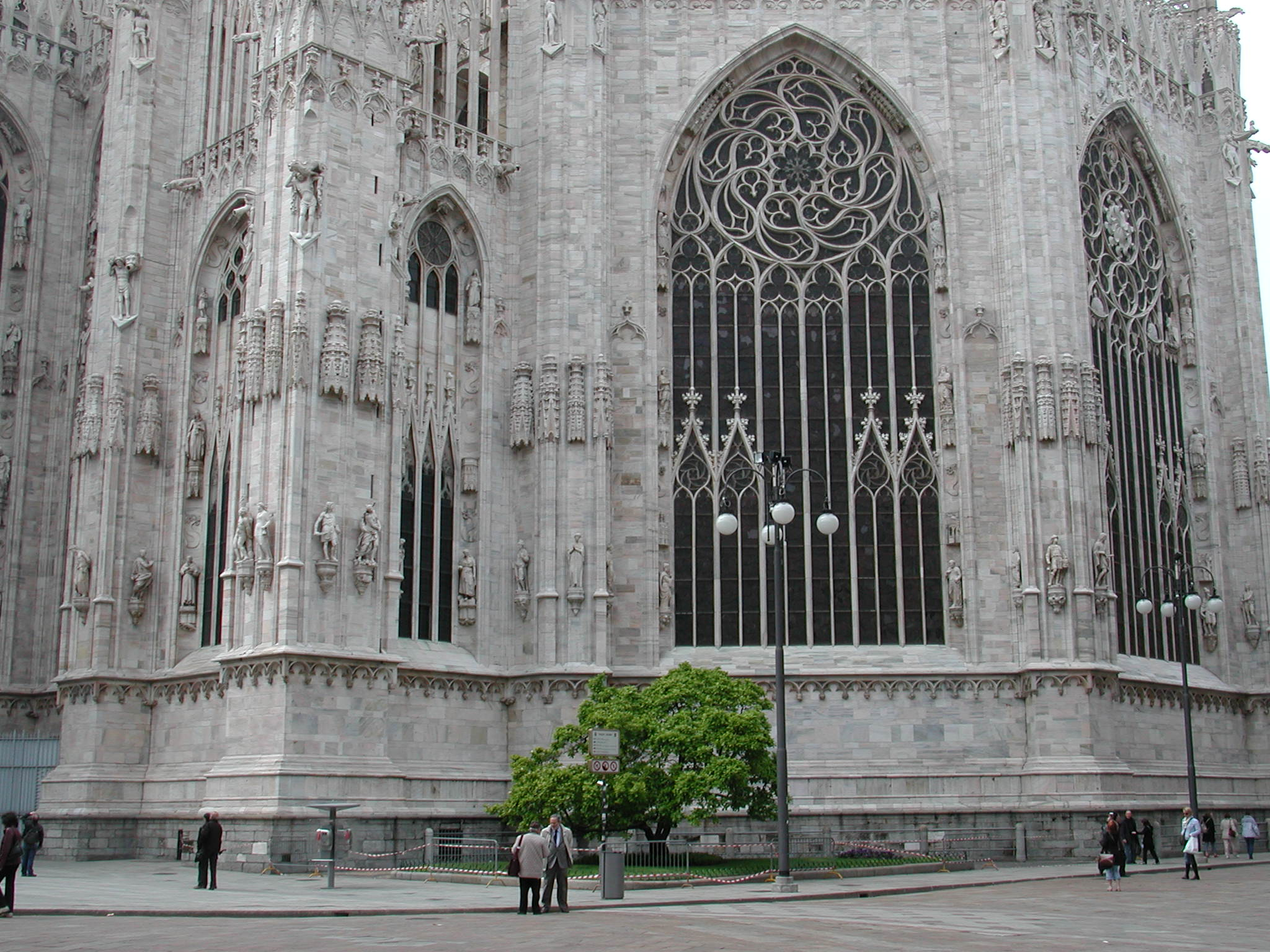
밀라노 대성당의 동쪽 끝

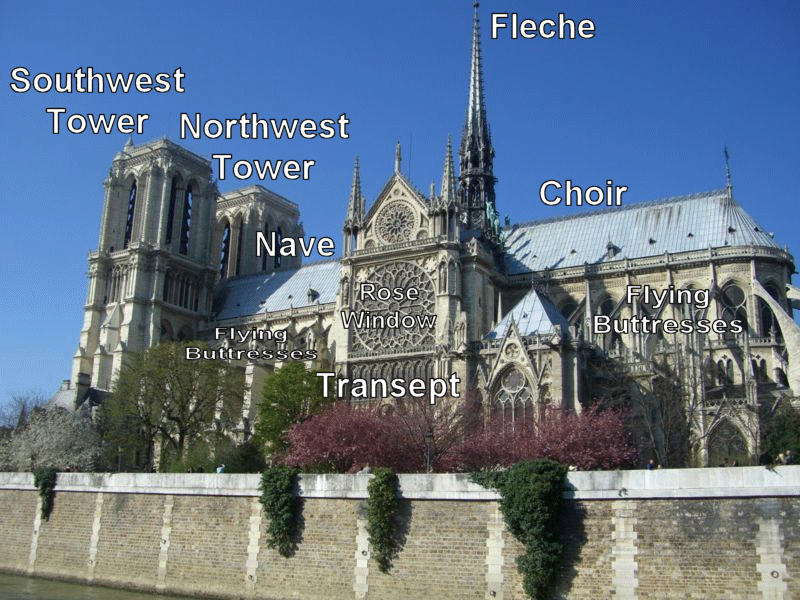
고딕 성당의 부분들

런던의 잡지인 Notes and Queries의 19세기 통신원에 따르면:
교회 조직의 특정한 양식에 사용하고 있는 고딕이라는 단어가 처음에는 고전 문학의 복고 이후에 그리스 건축의 오더를 흉내내고 부활시키는 이들에 의해 경멸적으로 사용되었던 데에는, 의심의 여지가 없어 보인다. 크리스토퍼 렌과 같은 권위자들은 그들비난하는 데 그들의 힘을 빌려 주었다.
1710년7월 21일, 프랑스 왕립 건축 아카데미는 파리에서 모임을 열었고, 그들이 토의한 주제 중에서, 모인 동석자들은 벽난로의 선반에 있는 활 모양이면서 끝이 뾰족한 아치들의 새로운 유행에 유의했다. "그것들은 개구부의 상부를 마감하기 위해서이다. 불완전하고 대부분 고딕에 속하는 이런 새로운 양식에 대해 사람들은 찬성하지 않았다."

## 발전
고딕 미술의 주역(主役)은 건축으로 일드 프랑스를 중심으로 한 카페 왕조의 지배하에 놓여있던 북프랑스가 주된 무대였다. 수도원장 슈제르가 세운 생드니 교회나 상스 본사원(둘 다 12세기 전반)이 시초가 되어, 그 후 약 1세기 동안에 건축의 고전이라고도 할 건축이 속속 나타났다. 교회 대형화의 문제는 궁륭구조와 그것을 떠받치는 벽체공법(壁體工法)의 엄청난 발전으로 단번에 해결을 볼 수 있었다.
첫째는 교차 궁륭의 완성이다. 로마네스크 시대에 그 원형(原型)은 있었으나 힘이 모이는 교차 부분의 완성이다. 로마네스크의 통형 궁륭 대신에 내 개의 통형 궁륭을 직교(直交)시켜, 하중(荷重)을 네 곳으로 분산시키는 공법이다. 로마네스크 시대에 그 원형(原型)은 있었으나 힘이 모이는 교차부분(交叉部分)에 석재의 아치로 보강하고 더 나아가 첨두(尖頭) 아치를 병용하는 것으로서 크기와 높이 모두가 자유롭게 만들어졌다. 둘째는 네이브 외벽(外壁)에 얹혀 있는 궁륭의 중량을 떠받치기 위해 종래에는 두꺼운 벽이 필요했으나, 고딕식에서는 아일의 벽 밖에 지벽(支壁)을 만들어 이것에 신랑(身廊)에서 아치형의 비량(飛樑)을 가설하여 횡압력(橫壓力)을 밖으로 배출하여 벽 자체는 얇게 경량화하였다. 이 두 가지 공법의 완성에 의해 건물은 측벽(側壁)의 가느다란 기둥과 지벽(支壁)만 필요하게 되어 두꺼운 측벽은 없어지게 되었다.
12세기 후반의 레옹 본사와 파리의 노트르담 사원은 아직 측벽을 높은 위치에까지 부설(敷設)한 것이었으나 후일 13세기에 접어들어서는 이 부분은 아름다운 스테인드글라스로 메워졌다. 햇빛이 잘 들지 않는 북방(北方)에서는 창을 크게 만드는 것도 자연적 요구의 하나였다. 이 시기에는 유럽의 주요한 성당 대부분이 만들어지는데 특히 샤르트르, 랭스, 아미앵의 세 성당은 전형적인 예이다. 내부는 주열(柱列)이 역학적인 구조로 배열되었으며 시각적으로도 중요한 역할을 수행했다. 지주(支柱)는 높이 가설된 아치와 직결되어 수직의 상승감을 내고 있으나, 후기에는 벽체와 그에 따르는 트리븐(司敎座)이 트라이포리엄(교회 입구의 아치와 지붕 사이)이 없어지고 또한 리브에 연결된 장식소주(裝飾小柱)를 지주에 붙이게 되므로 내부의 천상계(天上界)로 향하는 상승감은 한층 더 강해진다. 아미앵 본사원의 신랑(身廊) 내부의 높이는 42m가 된다. 서쪽 정면의 문 상부에는 커다란 장식으로 둥근 창이 뚫리고 여기는 스테인드글라스를 장식한다. 건물의 외면은 정면으로 세개의 입구가 배열되어 있고 각각 입구로부터 속까지가 길게 되어 있다. 팀펀에는 로마네스크식(式)과 마찬가지로 조각으로 꾸며져 있고, 또 문의 양쪽과 후부 제실(祭室)의 외부도 마찬가지로 되어 있다. 또 정면의 양 옆구리에는 한쌍의 탑이 서 있어 당당한 풍격을 나타내고 있다.

## 유럽의 건축
14세기 이후에 들어와서는 특히 내장면(內裝面)에서의 장식 과잉의 경향이 일어난다. 강조된 수직선에는 마룻바닥에서 아치까지 똑바로 연결되는 보조주(補助柱)와 방사상(放射狀)으로 퍼져 있는 장식 리브가 부착되어 있다. 프랑스의 영향을 받은 영국에서는 링컨 본사원과 웨스트민스터 수도원의 경우와 같이 천장 부분에 장식 리브가꽃과 같이 펼쳐져 교차하는 성상궁륭(Starvault)으로 발전하여 복잡한 아름다움을 보인다.
창의 장식에도 대륙의 내외를 불문하고, 첨두(尖頭) 아치에 둘러싸인 상부에 복잡한 곡선을 휘감게 하여 불타는 화염(火焰)을 연상시키는 형식(플랑부아이앵 양식)이 탄생되었다. 독일이나 에스파냐에서는, 프랑스의 영향을 받아, 쾰른 본사원, 프라하 본사원, 톨레도 본사원, 바르셀로나 본사원 등이 건립되었다. 이탈리아에서도 밀라노 본사원, 피사의 칸포산트 등이 건립되었는데 수직선의 풍취(風趣)를 살리면서, 상승감보다는 크기를 강조하는 데 힘썼다. 아시지의 성 프란체스코 사원, 시에나 본사원 등은, 한편으로는 고딕 양식을 취하면서도 다른 한편으로 로마네스크의 수평선적 요소를 강조하며 또 색대리석을 풍부하게 사용한 아름다운 것이다. 14세기 후반 고딕 건축은 북방에서도 종교건축에 한정되지 않고, 도시와 길드의 발달에 따라 세속적 건축에도 채택되었다. 브뤼셀 시청사(市廳舍)와 루앙 재판소는 그 좋은 예이다.

## 같이 보기
- 고딕 미술
- 고딕